# Analiza utworu literackiego
Analiza utworu literackiego to inaczej jego rozbiór. Polega na badaniu pewnej całości, poprzez wyodrębnienie jej cech, części bądź składników. Analiza utworu literackiego zmierza zatem do ustalenia z jakich elementów i w jaki sposób jest zbudowany utwór. Należy także określić związki między tymi elementami, zbadać czemu służy konstrukcja tekstu, dobór danych środków stylistycznych, a w konsekwencji ukazać role poszczególnych elementów i ich znaczenie w całym utworze.
Analiza i interpretacja utworu poetyckiego są traktowane łącznie w procesie pracy z tekstem, nie oddziela się ich pod względem formalnym. Z tego względu kompozycja wypowiedzi analizującej ten tekst nie może być dychotomiczna. Podczas analizowania dzieła poetyckiego bardzo ważne są konteksty interpretacyjne, czyli kierunki badań, które pomagają zrozumieć tekst oraz kąty interpretacji.
Najważniejsze konteksty interpretacyjne:
- artystyczny – odzwierciedla związek dzieła z innymi dziedzinami sztuki, np. malarstwem, architekturą, rzeźbą, muzyką,
- biograficzny – czynniki związane z życiem autora, które wpłynęły na dane dzieło,
- filozoficzny – włączenie utworu do panujących w danym czasie poglądów filozoficznych, ewentualnie religijnych bądź określonej ideologii,
- historyczny – wydarzenia historyczne stanowiące tło utworu,
- historycznoliteracki – odwołuje się do rozwoju cech pewnego typu utworów, prądów literackich i stylów w literaturze,
- językowy (lingwistyczny) - skupia się na samym języku jako środku przekazu, np. na słownictwie, gramatyce, składni, strukturze czy stylistyce; wykorzystywany np. w językoznawstwie,[1][2][3]
- literacki – związek interpretowanego dzieła z innymi utworami literackimi tego samego lub innych autorów,
- społeczny – odzwierciedla stosunki społeczne, obyczajowość epoki w której powstał utwór,
- teoretyczno-literacki – przyporządkowanie utworów do istniejących gatunków literackich, do konkretnej odmiany gatunkowej, nazwanie cech typowych dla tego gatunku i przypisanie utworu do określonego prądu literackiego lub konwencji.